# We Own the Mountains
We Own the Mountains è il terzo album in studio prodotto dal gruppo musicale norvegese Elite.

## Tracce
1. Volvens Vinter Seid – 3:03
2. Amanita Muscaria – 5:53
3. Winter Moon King – 4:46
4. Likmyren – 3:39
5. Rovnatt – 4:24
6. Fra Askens Kilde – 7:06
7. Legend – 5:26
8. Født Til Vanvidd – 5:45
9. Vi Skyr Ingen Strid – 5:19
10. Outro – 2:36